# Monognathidae
Monognathidae – monotypowa rodzina oceanicznych ryb głębinowych z rzędu węgorzokształtnych (Anguilliformes). 

## Rozmieszczenie geograficzne
Do rodzaju należą gatunki występujące w wodach Oceanu Atlantyckiego, Oceanu Indyjskiego i Oceanu Spokojnego.

## Charakterystyka
Długość ciała do 11,2 cm. Brak kości szczęki przy obecnej dużej żuchwie. Ryby te nie mają płetw piersiowych, płetwy grzbietowa i odbytowa pozbawione są kostnej podpory. Żyją na głębokości ponad 2000 m p.p.m.

## Systematyka
Rodzaj zdefiniował w 1936 roku francuski ichtiolog Léon Bertin w artykule poświęconym nowemu rodzajowi „bezpłetwych” ryb charakteryzującym się brakiem górnej szczęki, opublikowanym w czasopiśmie Bulletin de la Société Zoologique de France. Gatunkiem typowym jest (późniejsze oznaczenie) M. taningi.

### Etymologia
- Monognathus: gr. μονος monos ‘pojedynczy’; γναθος gnathos ‘żuchwa’[4][7].
- Phasmatostoma: gr. φασμα phasma, φασματος phasmatos ‘zjawa, widmo’[8]; στομα stoma, στοματος stomatos ‘usta’[9]. Gatunek typowy (oryginalne oznaczenie): Monognathus jesperseni Bertin, 1936.

### Podział systematyczny
Gatunki zaliczane do tego rodzaju:
- Monognathus ahlstromi Raju, 1974
- Monognathus berteli Nielsen & Hartel, 1996
- Monognathus bertini Bertelsen & Nielsen, 1987
- Monognathus boehlkei Bertelsen & Nielsen, 1987
- Monognathus bruuni Bertin, 1937
- Monognathus herringi Bertelsen & Nielsen, 1987
- Monognathus isaacsi Raju, 1974
- Monognathus jesperseni Bertin, 1937
- Monognathus jesse Raju, 1974
- Monognathus nigeli Bertelsen & Nielsen, 1987
- Monognathus ozawai Bertelsen & Nielsen, 1987
- Monognathus rajui Bertelsen & Nielsen, 1987
- Monognathus rosenblatti Bertelsen & Nielsen, 1987
- Monognathus smithi Bertelsen & Nielsen, 1987
- Monognathus taningi Bertin, 1937